# Tiger in a Spotlight
Tiger in a Spotlight è un brano musicale della progressive rock-band inglese Emerson, Lake & Palmer. Fu registrato nel 1973, ma non fu pubblicato fino al 1977, l'anno in cui esso fu inserito nel loro album Works Volume 2. Venne anche pubblicato come singolo, e divenne un cavallo di battaglia nei successivi concerti del gruppo.

## Il brano

### Ricezione
Vintagerock.com ha dichiarato che Tiger in a Spotlight era il brano più accessibile dell'album Works Volume 2.
François Couture di AllMusic ha detto che il brano ha più energia e più eccitazioni, rispetto alla maggior parte dei brani tratti dal loro precedente album Works Volume 1. Ha anche dichiarato che Tiger in a Spotlight è "uno dei pochissimi loro brani registrati, dopo l'album Brain Salad Surgery ".
La rivista Paste ha definito il brano "uno dei momenti salienti dell'album Works Volume 2 ".

### Singoli ed altre presenze
Il brano è stato pubblicato anche come lato A del singolo Tiger in a Spotlight/So Far to Fall e, l'anno dopo, come lato B del singolo All I Want Is You/Tiger in a Spotlight, e divenne un prodotto di base nelle successive tournée degli ELP.
È presente anche negli album dal vivo In Concert, King Biscuit Flower Hour: Greatest Hits Live e Then and Now, nelle compilation The Best of Emerson Lake & Palmer e Gold Edition, e nei cofanetti From the Beginning e The Return of the Manticore.

## Musicisti
- Keith Emerson - organo-sintetizzatore Yamaha GX-1
- Greg Lake - basso Alembic a 8 corde, voce
- Carl Palmer - batteria, percussioni